# Кызылшаруа
Кызылшаруа (каз. Қызылшаруа) — село в Рыскуловском районе Жамбылской области Казахстана. Входит в состав Акбулакского сельского округа. Код КАТО — 315042600.

## Население
В 1999 году население села составляло 1807 человек (1042 мужчины и 765 женщин). По данным переписи 2009 года, в селе проживало 1235 человек (654 мужчины и 581 женщина).